# Mentre tutto scorre Palatour 2006
Mentre Tutto Scorre Palatour 2006 è un tour dei Negramaro, iniziato il 23 dicembre 2005 a Fabriano e terminato il 17 marzo 2006 a Milano. Da questa esibizione è stato ricavato il DVD MTV Live: Negramaro. Segue l'uscita dell'album Mentre tutto scorre.

## Band
- Giuliano Sangiorgi: voce, chitarra e pianoforte
- Emanuele "Lele" Spedicato: chitarra
- Ermanno Carlà: basso
- Danilo Tasco: batteria
- Andrea Mariano: pianoforte e sintetizzatori
- Andrea "Pupillo" De Rocco: campionatore, organetto, voce

## Scaletta
- Solo Per Te
- Nuvole E Lenzuola
- Scusa Se Non Piango
- Musa (stanca di essere)
- Solo3min
- I Miei Robot
- Estate
- Zanzare
- Ogni Mio Istante
- Mentre Tutto Scorre
- Sui Tuoi Nei
- Es-senza
- Solo
- L'Immensità
- Scomoda-Mente
- Nella Mia Stanza
- Solo Per Te (Bis)
- Mentre Tutto Scorre (Bis)

## Date
Dicembre 2005
- 23 dicembre 2005, Fabriano, Palasport di Fabriano
- 26 dicembre 2005, Lecce, Palazzetto del Comune
- 27 dicembre 2005, Lecce, Palazzetto del Comune
- 31 dicembre 2005, Castelsardo, Piazzale di Via Colombo

Gennaio 2006
- 7 gennaio 2006, Campobasso, Teatro Tenda
- 13 gennaio 2006, Roma, PalaLottomatica
- 20 gennaio 2006, Napoli, Palapartenope
- 26 gennaio 2006, Torino, PalaStampa
- 28 gennaio 2006, Milano, PalaSharp

Febbraio 2006
- 4 febbraio 2006, Mestre, Palasport Taliercio
- 11 febbraio 2006, Genova, Vaillant Palace
- 15 febbraio 2006, Pescara, PalaElettra
- 18 febbraio 2006, Bologna, PalaDozza
- 23 febbraio 2006, Firenze, Nelson Mandela Forum
- 25 febbraio 2006, Andria, Palasport

Marzo 2006
- 9 marzo 2006, Reggio Calabria, PalaPentimele
- 17 marzo 2006, Milano, Mediolanum Forum